# Howard Hawks
Howard Winchester Hawks, född 30 maj 1896 i Goshen i Indiana, död 26 december 1977 (i sviterna efter ett fall) i Palm Springs i Kalifornien, var en amerikansk filmregissör, verksam i Hollywood. Berömd, nyskapande och lovordad för sin mångsidighet. Han gjorde filmer i en mängd olika genrer, bland annat drama-, science fiction-, komedi-, screwball-, film noir- och western-filmer.

## Filmkarriär

### Komedi
Howard Hawks började tidigt med att göra olika screwballkomedier, ofta här i samarbete med Cary Grant. Bland de mer berömda finns klassiska filmer som Ingen fara på taket (1938) (med Cary Grant och Katharine Hepburn) och Det ligger i blodet (1940) (med Cary Grant och Rosalind Russell).
Grant och Hawks hade ett långt samarbete och inkluderade förutom de nämnde även mer normala komedifilmer som Jag var en manlig krigsbrud (1949) (även om denna också hade starka screwball-tendenser) och Föryngringsprofessorn (1952) (som även hade Marilyn Monroe i en av rollerna). Med Marilyn gjorde också Hawks en av sina mest hyllade komedier, 1953 års Herrar föredrar blondiner.

### Western
Inom western-genren är Hawks mest känd för fyra filmer han gjorde med John Wayne i huvudrollen. Först ut var Red River (1948) där Wayne spelar en man som tillsammans med sin son ska föra en boskapshjord från Texas till Missouri. Den andra och nog mest kända var Rio Bravo (1959) med Wayne, Dean Martin och Ricky Nelson i huvudrollerna. Rio Bravo var den första filmen i en trilogi där Howard Hawks varierar temat med en sheriff som försvarar sin position gentemot hårdföra banditer. De andra filmerna i trilogin är El Dorado (1967) och Rio Lobo (1970).

### Drama
Hawks gjorde en rad filmer som nog kan klassificeras som mer generella drama-filmer, bland annat Sergeant York (1941) om en troende man som ger sig ut i första världskriget, med Gary Cooper i huvudrollen och Endast änglar ha vingar (1939) där Cary Grant spelar pilot.

### Film noir
I och med Utpressning (1946) skapade Hawks en av de mest berömda filmerna inom denna genre. Med stjärnor som Humphrey Bogart och Lauren Bacall och ett hårdkokt manus har den blivit en klassiker.

### Andra genrer
Fantomen från Mars (1951) är en science fiction-film regisserad av Hawks och Christian Nyby (även om det var Nyby som fick ta åt sig hela äran av filmbolaget). Filmen byggde löst på en historia av John W. Campbell, Jr. och gjordes om av John Carpenter 1981 som The Thing.
Hawks gjorde även förlagan till Scarface när han 1932 gjorde Scarface – Chicagos siste gangster, en film om gangster-världen.

## Filmografi
- 1926 – Road to glory
- 1926 – Adam och Eva
- 1927 – The Cradle Snatchers
- 1927 – Dolores från apachekaféet
- 1928 – En flicka i varje hamn
- 1928 – Fazil
- 1928 – En flygarbragd
- 1930 – Nattens eskader
- 1931 – De dömdas lag
- 1932 – Scarface – Chicagos siste gangster
- 1932 – Sensationernas män
- 1932 – Tigerhajen
- 1933 – Idag lever vi
- 1934 – Primadonna
- 1934 – Viva Villa!
- 1935 – Barbarkusten
- 1936 – Flygets hjältar
- 1936 – Männen från storskogen
- 1938 – Ingen fara på taket
- 1939 – Endast änglar ha vingar
- 1940 – Det ligger i blodet
- 1941 – Sergeant York
- 1941 – Jag stannar över natten
- 1943 – Luften är vårt liv
- 1944 – Att ha och inte ha
- 1946 – Utpressning
- 1948 – Red River
- 1948 – Vilda toner
- 1949 – Jag var en manlig krigsbrud
- 1951 – Fantomen från Mars
- 1952 – Flodöverfallet
- 1952 – Föryngringsprofessorn
- 1952 – Livets glada karusell
- 1953 – Herrar föredrar blondiner
- 1955 – Faraos land
- 1959 – Rio Bravo
- 1962 – Hatari!
- 1964 – En flicka på kroken
- 1965 – Red Line 7000
- 1967 – El Dorado
- 1970 – Rio Lobo

## Utmärkelser
Årtalet inom parentes är när priset delades ut.
- Heders-Oscar 1974.
- Oscar-nominering som bästa regissör för Sergeant York 1942.